# Praskowja Sergejewna Uwarowa

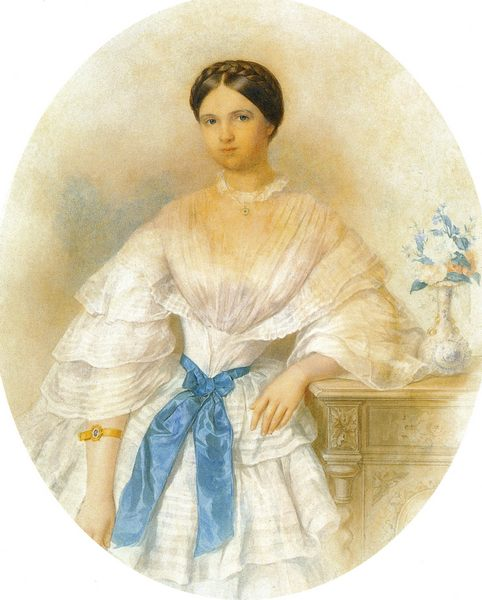
Praskowja Sergejewna Uwarowa 1856/58

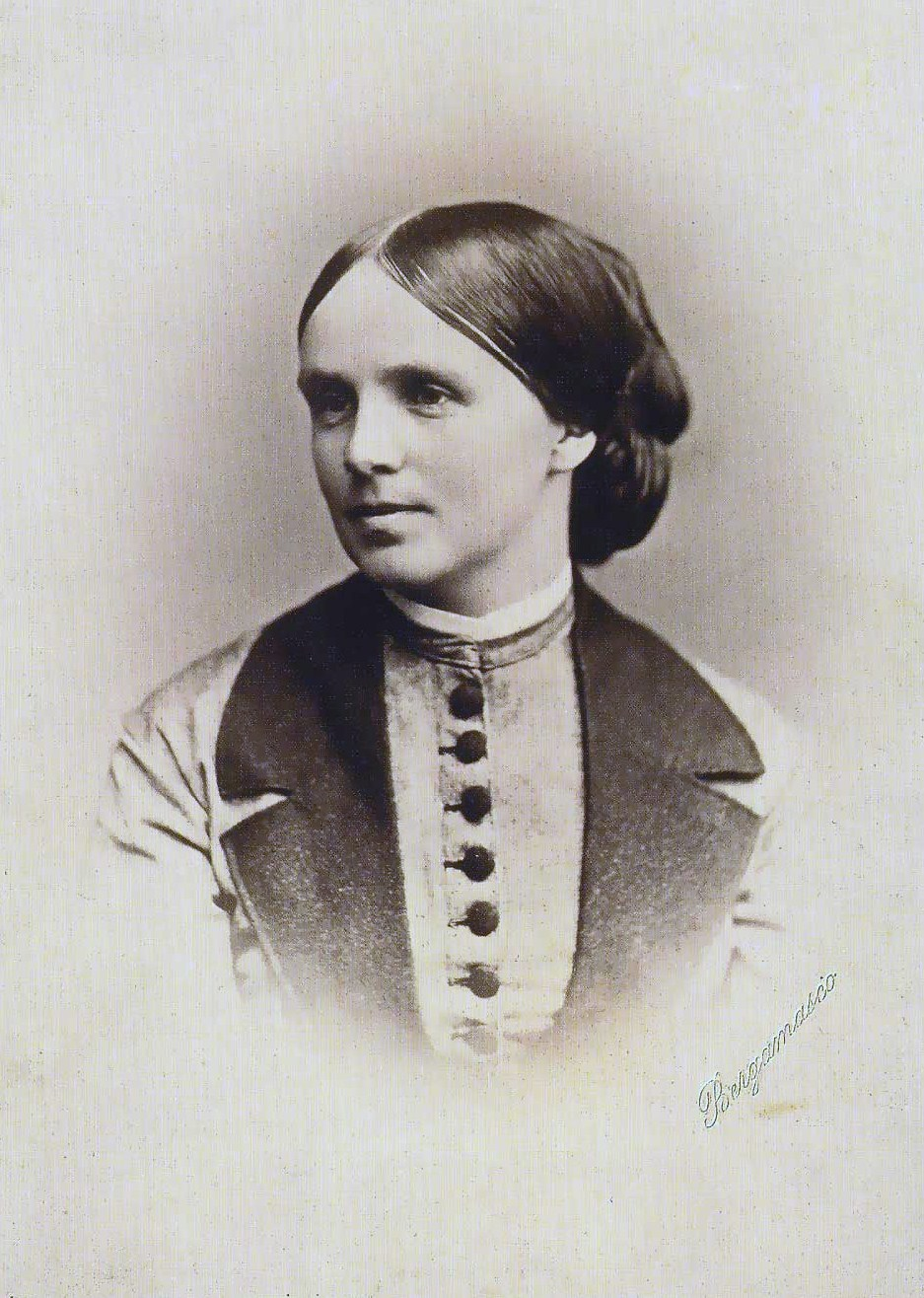
Praskowja Sergejewna Uwarowa um 1870

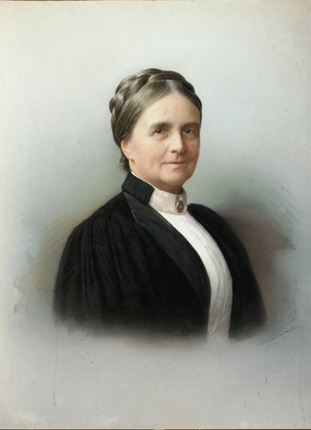
Praskowja Sergejewna Uwarowa um 1905

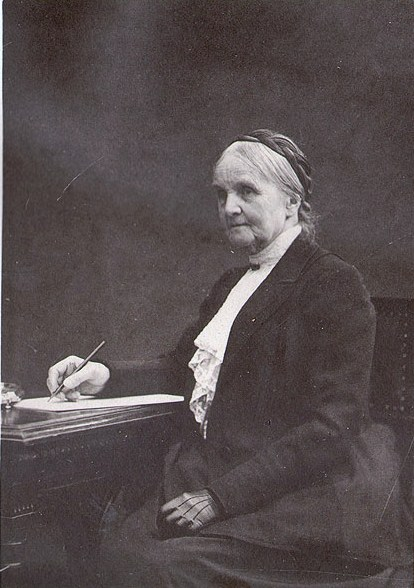
Praskowja Sergejewna Uwarowa um 1910

Gräfin Praskowja Sergejewna Uwarowa (russisch Прасковья Сергеевна Уварова, wiss. Transliteration Praskov’ja Sergeevna Uvarova; * 9. April 1840 in Terny, Russisches Kaiserreich, heute Ukraine; † 30. Juni 1924 in Dobrna, Königreich Jugoslawien, heute Slowenien) war eine russische Amateur-Archäologin.

## Leben
Praskowja Borissowna Tschetwertinski (1818–1899), die dritte der sechs Töchter des Fürsten Boris Antonowitsch Tschetwertinski (1784–1865), heiratete den Fürsten Sergei Alexandrowitsch Schtscherbatow (1804–1872). Praskowja Sergejewna, das zweite der neun Kinder des Paares, verbrachte die Kindheit in dem Dorf Bobrik Weil der älteste der sechs Söhne die Schule besuchen musste, zog die Familie 1852 in die Pretschistojer Gasse im Zentrum Moskaus. Praskowja Sergejewna wurde von dem Linguisten Fjodor Iwanowitsch Buslajew (1818–1897), dem Pianisten Nikolai Rubinstein und dem Landschaftsmaler Alexei Sawrassow unterrichtet. 1854 wurde sie in Sankt Petersburg der russischen Kaiserin Alexandra Fjodorowna vorgestellt. Manche Literaturwissenschaftler vermuten, Leo Tolstoi habe in seinem Roman Anna Karenina die Figur der Kitty Schtscherbazkaja nach Praskowja Sergejewna gestaltet.
Am 14. Januar 1858 heiratete das junge Mädchen den fünfzehn Jahre älteren Grafen Alexei Sergejewitsch Uwarow (1825–1885), Sohn des russischen Bildungsministers Sergei Semjonowitsch Uwarow (1786–1855) und ein bekannter Archäologe. Die Trauung fand im Moskauer Dreifaltigkeitskloster statt. Darauf unternahm das Paar eine sechswöchige Hochzeitsreise nach Italien. In Venedig, Genua, Neapel und Sorrent traf man sich mit Altertumsforschern. In Herculaneum und Pompeji wurden die Ausgrabungsstätten aufgesucht. Auf der Heimreise begegnete das Paar in Paris dem Rosenzüchter Jacques Julien Margottin (1817–1892). Der Franzose nannte 1861 eine seiner Züchtungen Comtesse Ouwaroff.
Wieder daheim, wohnte die junge Frau auf dem Landsitz der Uwarows in Poretschje, einem Dorf im weiteren Umkreis Moskaus. Für den Rajon Moschaisk leitete sie ab 1865 im Rahmen der Semstwo-Aktivitäten ihres Mannes eine Schulkommission, die Programme für die Ausbildung der Lehrer entwickelte. Ihr Stadthaus in Moskau wurde zum Zentrum der Geschichtsforschung in Russland.
Ihr Ehemann war 1864 Mitbegründer und bis zu seinem Tode Vorsitzender der Kaiserlichen Moskauer Archäologischen Gesellschaft. Die Gesellschaft veranstaltete ab 1869 die Allrussischen Archäologenkongresse. Nach dem Tod ihres Mannes im Januar 1885 übernahm Praskowja Sergejewna Uwarowa im Mai 1885 den Vorsitz der Gesellschaft und hatte diesen bis zur Oktoberrevolution  1917 inne.
Einige Jahre vor der Oktoberrevolution hielt sie sich zumeist auf ihrer Besitzung Karatscharowo in der Nähe von Murom auf. Nach der Revolution begab sie sich nach Jessentuki am Rande des Kaukasus. Dort arbeitete sie an der Vollendung ihres umfangreichen Werkes Описание миниатюр грузинских Евангелий XV и XVI веков (Beschreibung der Miniaturen in den Georgischen Evangelien des 15. und 16. Jahrhunderts). Nach der Oktoberrevolution enteignet, wählte sie 1918 Maikop als ihren Wohnsitz. Neben der archäologischen Untersuchung der Stadtumgebung verdiente sie sich ihren Lebensunterhalt als Lehrerin für Fremdsprachen. Im Februar 1919 verließ sie Russland an Bord des Schiffes St. Nikolaus vom Hafen Noworossijsk aus und emigrierte nach Jugoslawien. Ihre letzte Ruhestätte fand Praskowja Sergejewna Uwarowa auf dem Neuen Friedhof in Belgrad.
Ihr besonderes Interesse galt den vielfältigen Kulturen des Kaukasus und sowohl den vorchristlichen wie insbesondere den christlichen Denkmälern der Gegend.

## Familie
Das Ehepaar Uwarow hatte sieben Kinder:
- Alexei (Алексей) (1859–1913)
- Praskowja (Прасковья) (1860–1934)
- Sergei (Сергей) (1862–1888)
- Jekaterina (Екатерина) (* und † 1863)
- Jekaterina (1864–1953)
- Fjodor (Фёдор) (1866–1954)
- Igor (Игорь) (1869–1934)

Nikolai Sergejewitsch Schtscherbatow, der jüngste von Praskowja Sergejewnas sechs Brüdern, wurde Archäologe und Direktor des von seinem Schwager Alexei Sergejewitsch Uwarow 1872 initiierten Historischen Museums in Moskau.

## Ehrungen
- 1892 auswärtiges Mitglied der Société nationale des Antiquaires de France in Paris
- 1895 Ehrenmitglied der Russischen Akademie der Wissenschaften
- 1912 Hofdame der Zarin Alexandra Fjodorowna
- Russischer Orden der Heiligen Katharina

## Schriften (Auswahl)
- Кавказ. Путевые заметки (Kaukasus. Reisebilder). 3 Bände. Moskau 1887–1904.
- Историческая записка о деятельности Императорского Московского археологического общества за первые 25 лет существования (Notiz über die Aktivitäten der Kaiserlichen Moskauer Archäologischen Gesellschaft in den ersten 25 Jahren ihres Bestehens). 1890.
- Областные музеи (Regionale russische Museen). 1891.
- Каталог выставки изображений Богоматери: древний период (Ausstellungskatalog zu Bildern Unserer Lieben Frau. Die ältere Epoche). 1896.
- Город Бреславль и его музей (Die Stadt Breslau und ihre Museen). 1900.
- Музей в Триесте (Das Museum in Triest). 1900.
- Могильники Северного Кавказа (= Материалы по археологии Кавказа Band 8) (Nordkaukasische Gräberfelder). Moskau 1900 (Digitalisat).
- Архитектурные памятники Юго-Западного края (Baudenkmäler des südwestlichen russischen Territoriums). 1902.
- Коллекция Кавказского музея / Die Sammlungen des Kaukasischen Museums, hrsg. von Gustav Radde. Band 5: Archäologie. Tiflis 1902 (Digitalisat).
- Обзор деятельности первых 12 съездов (Rückblick auf die ersten zwölf Kongresse der Moskauer Archäologischen Gesellschaft). 1905.
- Финифть в Порецком музее (Emails im Museum von Porezkoje). 1909.
- О защите памятников живой старины (Über den Schutz von Kulturdenkmälern). 1914.
- Былое. Давно прошедшие счастливые дни (Die Vergangenheit. Längst vergangene glückliche Tage). Staatliches Historisches Museum, Moskau 2005, ISBN 5-89076-083-1 (postum publizierte Lebenserinnerungen).